# Ильник
Ильник — село в Карпатах, в Турковской городской общине Самборского района Львовской области Украины. Село расположено в 11 км от города Турка на р. Стрий.
Село Ильник впервые упоминается в 1490 г.
В с. Ильник в 1869 проживало около 1582, a в 1921 г. — 2037 жителей.
В 1907 г. от Турки до с. Ильник вдоль рек Стрый и Завадка была проложена 16,8 км узкоколейная железнодорожная линия (600 мм). Закрыта примерно в 1960 г.
В селе жил и учился один из организаторов комсомола Западной Украины, секретарь Львовского подпольного окружного комитета КСМЗУ Ю. Великанович. Он был бойцом интернациональной бригады, погиб в Испании в 1936 г.
Достопримечательностью с. Ильника является часовня Матери Божьей Параманной, построенная в 1932—1933 гг.

## Население
- 1869—1582 жителя[1].
- 1881—1450 грекокатоликов, 30 римокатоликов[1].
- 1921—2037 жителей.
- 1989—1929 (957 муж., 972 жен.)[2]
- 2010—1593[3].

## Персоналии
- Ильницкий, Николай Николаевич — украинский литературовед, критик, поэт.
- Великанович, Юрий Дмитриевич — участник революционных событий в Испании. Член Коммунистической партии Западной Украины.